# Антимехикон
Антимехикон (ивр. אנטי-מחיקון‎, «анти-стиратель») — устройство, которое устанавливалось в цветных телевизорах в Израиле в конце 1970-х годов. Назначение устройства состояло в том, чтобы восстановить сигналы цвета после того, как они были удалены («стерты») из сигналов вещания израильского телевидения. Отсутствие этих сигналов означало, что на цветных телевизорах передачи можно было смотреть только в черно-белом режиме.
В конце семидесятых годов XX века правящая коалиция приказала Управлению телерадиовещания транслировать передачи только в черно-белых тонах (включая американские и британские сериалы и фильмы и цветные передачи, которые Израиль закупал). По мнению правительства Бен-Гуриона, из-за того, что цветные телевизоры стоили дороже и приобрести их могли не все, в Израиле вырастет неравенство. Правительство Израиля отговаривало людей от покупки телевизоров — считалось, что переход от чёрно-белых телевизоров в пользу цветных обернётся экономической катастрофой для бедного в тот период Израиля, а цветной кинескоп (по заверениям вице-премьера) потребляет в пять раз больше электричества, что во много раз увеличит энергопотребление.
Управление телерадиовещания по указанию правительства стирало цветовую информацию из сигнала (colorburst), чтобы приемники отображали черно-белое изображение.
Молодой инженер по имени Мули Эден разработал приставку, получившую название «антимехикон» («антистиралка»), которая могла восстанавливать удалённые цвета на экране.
За два года (к августу 1979 года) было продано более 10 тысяч антимехиконов. Это устройство переустановило фазовый сигнал Colorburst, позволяя приемнику отображать цветные изображения. Согласно оценкам, девять из десяти израильских семей покупали цветной телевизор с устройством «антимехикон». В среднем, цветной телевизор в тот период стоил в Израиле 50 000 лир, а антимехикон — 4 000. Раз в 15-20 минут цвет начинал «плыть» вследствие сбоя частоты, и приходилось подстраивать.
Впоследствии Эдена приняли на работу в Intel, где он стал директором израильского филиала компании.
Периодически цветные передачи все-таки разрешались — например, трансляция в ноябре 1977 года визита президента Египта Анвара Эль Садата в Израиль и «Евровидение» в марте 1979 года, Кубок чемпионов ФИБА 1980/1981 (в котором победила израильская команда «Маккаби»).
В 1981 году правительство под давлением общественности все-таки разрешило управлению радиовещания и израильскому образовательному телевидению транслировать свои собственные передачи в цвете, а ещё через два года вещание стало полностью цветным — и антимехиконы стали бесполезными.